# Maffiafilm
Maffiafilm, typ av kriminalfilm som skildrar den sicilianska maffian, oftast utifrån dess verksamhet i USA (Cosa Nostra).

## Maffiafilmer i urval
- Goodfellas
- Casino
- Donnie Brasco
- Gudfadern